# Belorado
Belorado je město, nacházející se na severu Španělska, v autonomním společenství Kastilie a León (u hranice s La Riojou). Žije zde přibližně 1 800 obyvatel.

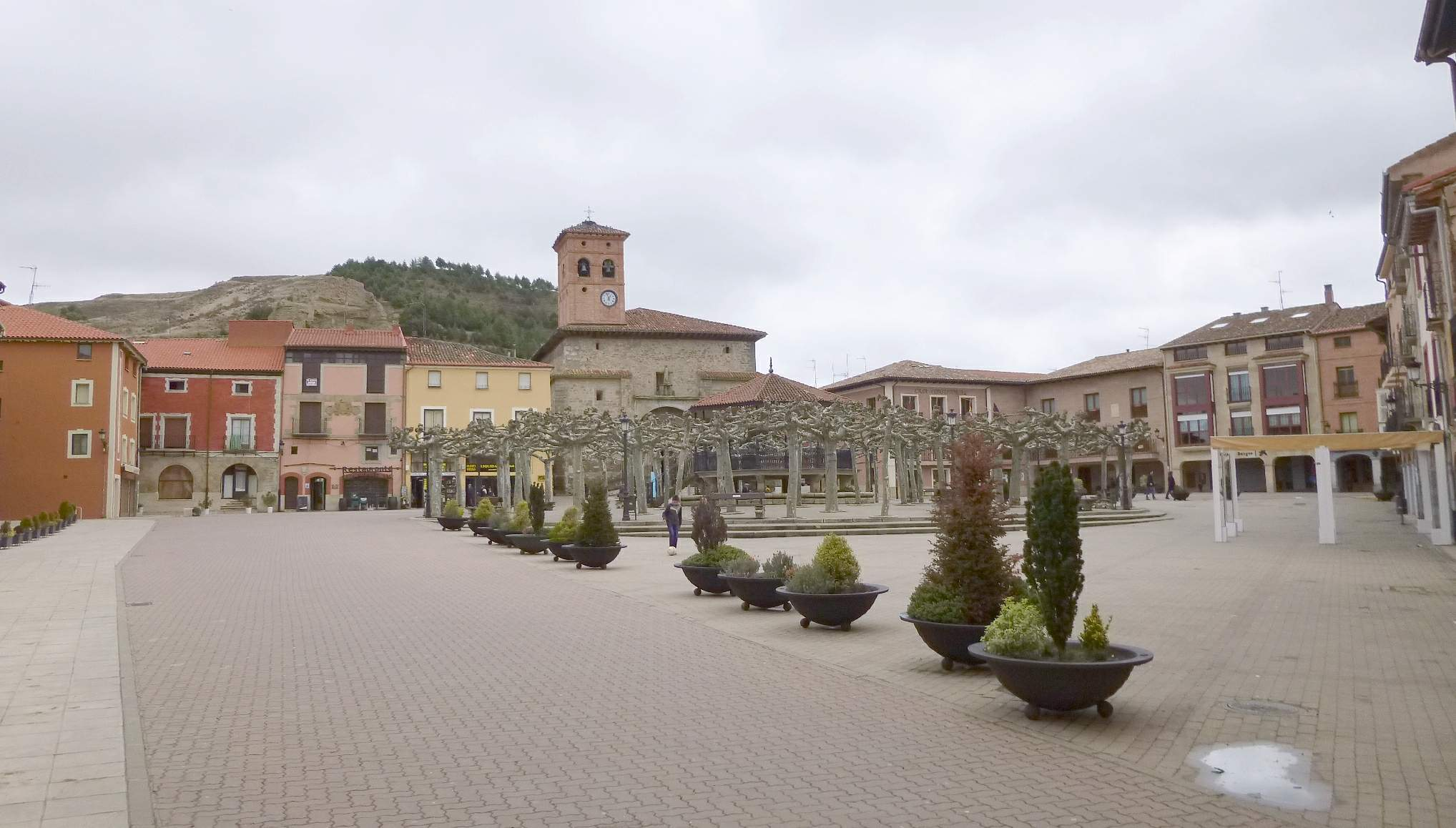
Hlavní náměstí (Plaza mayor)

Město se rozkládá mezi pohořími Sierra de la Demanda a Montes de Ayago, 37,3 km od Burgosu. Protéká ním řeka Río Tirón (přítok Ebra, která pramení v pohoří Sierra de la Demanda. Belorado je centrem comarcy La Riojilla Burgalesa. Nachází se zde muzeum rádia, které shromažďuje unikátní sbírku radiopřístrojů z celého světa.
Město vzniklo z původně keltské osady, která se nacházela na strategickém místě na středověkých hranicích Kastilie a Navarry. Přes prostor mezi oběma pohořími v blízkosti Belorada bylo totiž možné pokračovat ze středu dnešního Španělska do údolí řeky Ebra. Proto zde byl také ve období Reconquisty vybudován hrad. Do dnešních dob se dochovalo historické město s četnými kostely. Dnes je Belorado jednou ze zastávek na trase Svatojakubské cesty (Camino francés).